# خوستاف هرمانس
خوستاف هرمانس (انگلیسی: Gustaaf Hermans؛ زادهٔ ۱۲ مهٔ ۱۹۵۱) دوچرخه‌سوار اهل بلژیک است.